# The Inside
The Inside ist eine US-amerikanische Fernsehserie mit Rachel Nichols in der Hauptrolle, welche am 8. Juni 2005 ihre Premiere beim Sender FOX feierte. Die Serie besteht aus 13 Folgen in einer Staffel, da der ausstrahlende Sender aufgrund schwacher Quoten, von einer Fortsetzung absah.
Trotz der Absetzung in den USA nach 7 Folgen, wurden alle 13 produzierten Folgen der Serie, in Großbritannien beim Sender ITV4, wo sie somit ihre Erstausstrahlung erfuhren, gesendet. Zu einer deutschsprachig synchronisierten Ausstrahlung, kam es bisher nicht.

## Inhalt
Die junge FBI-Agentin Rebecca Locke wird zur Violent Crimes Unit (VCU) in Los Angeles versetzt, nach dem ein Mitglied des dortigen Teams verstirbt. Was außer ihr und ihrem Vorgesetzten Virgil „Web“ Webster niemand weiß: sie wurde als 10-Jährige selbst für 18 Monate entführt und hat daher eine besondere Gabe, sich in Täter hineinversetzen zu können. 

## Besetzung
- Rachel Nichols als Special Agent Rebecca Locke
- Adam Baldwin als Special Agent Danny Love
- Katie Finneran als Special Agent Melody Sim
- Nelsan Ellis als Carter Howard
- Jay Harrington als Special Agent Paul Ryan
- Peter Coyote als Special Agent Virgil „Web“ Webster